# West Bend (hrabstwo Washington)
West Bend – miejscowość w Stanach Zjednoczonych, w stanie Wisconsin, w hrabstwie Washington.